# Odbor za geografska imena SAD-a
Odbor za geografska imena Sjedinjenih Američkih Država (eng. United States Board on Geographic Names, BGN) savezno je tijelo SAD-a koje djeluje u sklopu Ministarstva unutarnjih poslova Sjedinjenih Američkih Država. Svrha odbora je uspostaviti i održavati uniformiranu uporabu zemljopisnih imena u Saveznoj vladi SAD-a. Osnovano je 4. rujna 1890. godine.
Američki geološki zavod u suradnji s Odborom za geografska imena SAD-a razvio je bazu podataka Informacijski sustav zemljopisnih imena.

## Vanjske poveznice
- Službena stranica (engl.)